# Шум из глубины
Шум из глубин (англ. A Noise from the Deep) — американская короткометражная кинокомедия Мака Сеннета 1913 года с Роско Арбаклом в главной роли.

## Сюжет
Мейбл и Роско любят друг друга, но её отец хочет, чтобы она вышла замуж за другого парня. И тогда Роско с Мейбл организуют несчастный случай.

## В ролях
- Мэйбл Норманд — Мейбл
- Роско «Толстяк» Арбакл — Боб
- Чарльз Эйвери
- Ник Когла
- Элис Девенпорт
- Уильям Хаубер
- Чарльз Инсли
- Эдгар Кеннеди
- Эл Сент-Джон